# Río Paz
Pour les articles homonymes, voir Rivière de la Paix.
Le río Paz (rivière de la paix) prend sa source dans les montagnes de Quezada (près du volcan Amayo), au nord-ouest du département de Jutiapa, au Guatemala.

## Géographie
De 134 km de longueur et sert de ligne de démarcation entre le Salvador et le Guatemala à partir de sa confluence avec Chalchuapa jusqu'à son embouchure dans l'océan Pacifique à 16 km au sud-ouest de San Francisco Ménedez, à Ahuachapán. Le bassin de la rivière de la Paix a une superficie de 1 732 km2 au Guatemala et 1 929 km2 au Salvador.
Dans différentes parties de son cours, il offre des mares et des nappes d'eaux dormantes appropriés pour l'été, principalement dans la barre à son embouchure, près de laquelle à l'ouest et à 4 km se trouve la barre de Garita Palmera.
De plus, l'une des côtes les plus connus est celle près de la frontière Las Chinamas dans la ville de Ahuachapán.
En 2009, des études de préfaisabilité et de faisabilité ont été entreprises pour la construction de deux centrales hydroélectriques sur la rivière de la Paix, frontière entre les deux pays envisagent de construire deux étages de production électrique : Le Jobo (72 MW) et Pierre Toro (66 MW).
Au cours du mois de mai 2010, les frontières entre les deux pays ont été fermées jusqu'à la frontière de La Hachadura à cause du débordement de la rivière qui avait atteint les bureaux administratifs des douanes salvadoriennes et les avait inondés.